# Amtsgericht Wesel

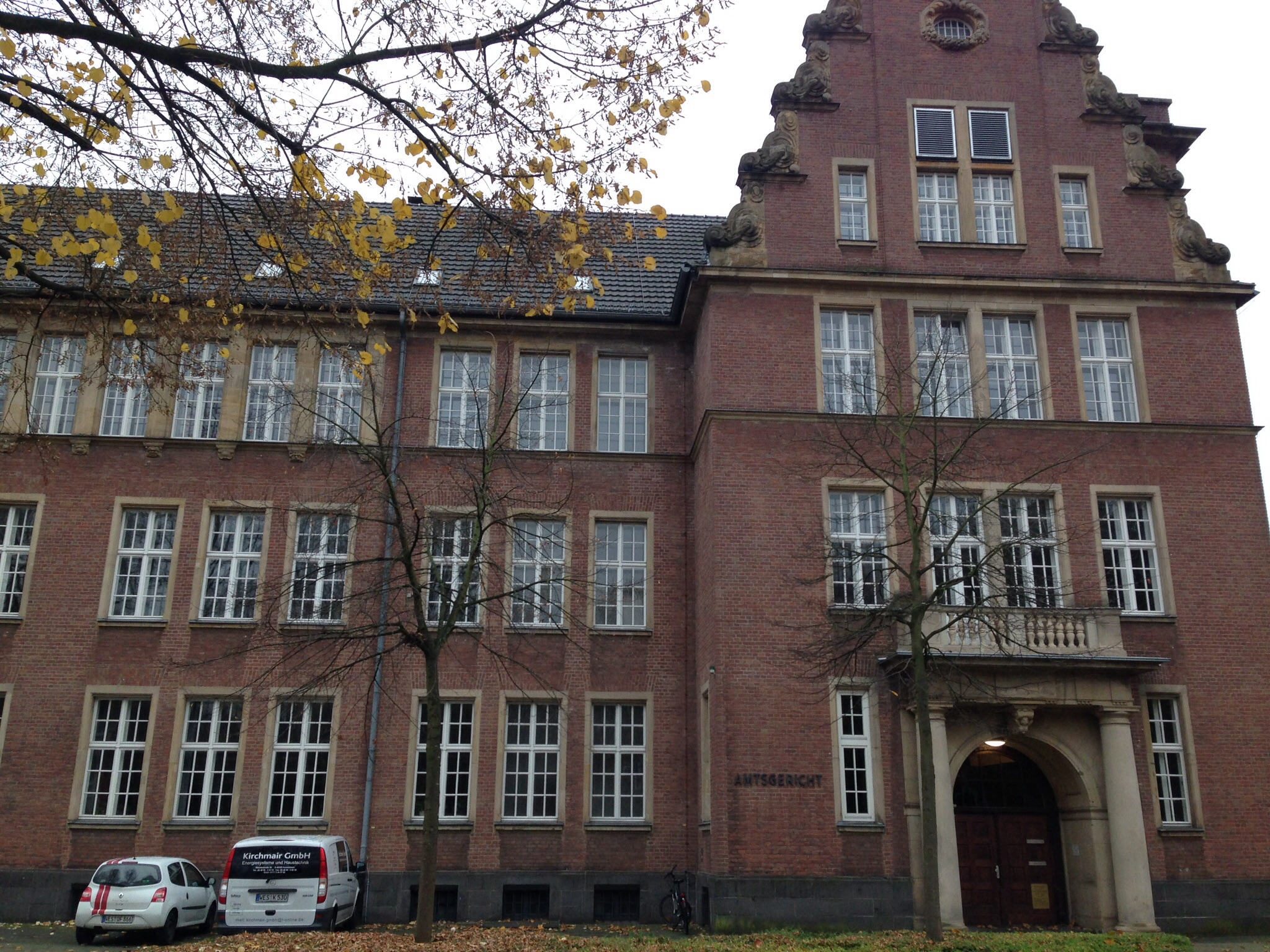
Amtsgericht Wesel

Das Amtsgericht Wesel ist ein Gericht der ordentlichen Gerichtsbarkeit und eines von sieben Amtsgerichten im Bezirk des Landgerichts Duisburg.
Ferner ist das Amtsgericht Wesel zuständiges Landwirtschaftsgericht für die Amtsgerichtsbezirke Dinslaken, Duisburg, Duisburg-Hamborn, Duisburg-Ruhrort, Mülheim an der Ruhr, Oberhausen und Wesel.

## Gebäude
Das Gebäude des Amtsgerichts steht im Nordwesten der Weseler Innenstadt an der Ecke Herzogenring / Grafenring. Es wurde für das Königliche Gymnasium Wesel im Stil der Neorenaissance erbaut und 1912 fertiggestellt. Im Zweiten Weltkrieg wurde es ab 1939 durch die Reichswehr belegt und 1945 durch Bomben teilweise zerstört, sodass es vorerst nicht genutzt werden konnte. Das Schulgebäude wurde wiederaufgebaut und ab 1950 wie bisher durch das Jungengymnasium sowie durch das Städtische Mädchengymnasium Wesel genutzt. 1953 bezog das Mädchengymnasium einen Neubau an der Ritterstraße. Nachdem in den 1970er Jahren die geschlechterspezifische Trennung der Schulen aufgehoben worden war, fiel aufgrund der räumlichen Nähe beider Gymnasien der Beschluss, dass das später in Konrad-Duden-Gymnasium umbenannte einstige Jungengymnasium seinen Standort in den Stadtteil Feldmark verlegen sollte. Am 19. Januar 1984 wurde das Gebäude am Herzogenring durch das Amtsgericht bezogen. Seit 1987 steht das Gebäude unter Denkmalschutz.

## Gerichtssitz und -bezirk
Sitz des Gerichts ist Wesel in Nordrhein-Westfalen. Der Gerichtsbezirk umfasst die Gemeinden Hamminkeln, Hünxe, Schermbeck und Wesel.

## Über- und nachgeordnete Gerichte
Dem Amtsgericht Wesel ist das Landgericht Duisburg übergeordnet. Zuständiges Oberlandesgericht ist das Oberlandesgericht Düsseldorf.

## Geschichte
In Wesel bestand von 1849 bis 1879 das Kreisgericht Wesel. Das königlich preußische Amtsgericht Wesel wurde mit Wirkung zum 1. Oktober 1879 als eines von acht Amtsgerichten im Bezirk des Landgerichtes Duisburg im Bezirk des Oberlandesgerichtes Hamm gebildet. Der Sitz des Gerichtes war Wesel. Sein Gerichtsbezirk umfasste den Kreis Rees außer den Teilen die den Amtsgerichten Emmerich und Rees zugeordnet waren. Am Gericht bestanden 1888 drei Richterstellen. Das Amtsgericht war damit ein mittelgroßes Amtsgericht im Landgerichtsbezirk. Es war auch Rheinschifffahrtsgericht für die Bezirke der Amtsgerichte Wesel und Dinslaken. Mit dem Niederrhein-Gesetz wurden die Gemeinden Hamminkeln, Hünxe und Schermbeck zum 1. Juli 1975 dem Amtsgericht Wesel zugeordnet.

## Richter
- Wolfram Viefhues